# Barleria taitensis
Barleria taitensis är en akantusväxtart som beskrevs av Spencer Le Marchant Moore. Barleria taitensis ingår i släktet Barleria och familjen akantusväxter. Inga underarter finns listade i Catalogue of Life.